# System Controller Hub
System Controller Hub (SCH, букв. с англ. — «Системный контроллер-концентратор») — чипсет Intel, который комбинирует функциональность, присущую отдельным контроллер-концентраторам: северного (встроенное видеоядро, контроллер памяти и т. д.) и южного (шина PCI, порты ввода-вывода, сетевой контроллер, управление питанием, USB и другие устройства). В отличие от северного и южного мостов, а также PCH в плане функций, чипсет SCH поставляется в виде целостного чипа на подложке и соединяет практически все компоненты системы. В 2008 году было представлено шесть моделей чипсета (кодовое имя Poulsbo), которые являются частью технологии процессоров Intel Atom Z5xx с кодовым названием Silverthorne.

## Модели
| Чипсет  | Дата выхода | Шина              | Шина                  | Поддержка ОЗУ | Поддержка ОЗУ | USB | Поддержка накопителей | Поддержка накопителей | Поддержка встроенных технологий | TDP    |
| Чипсет  | Дата выхода | Основные          | Периферийные          | Тип           | Объём         | 2.0 | Интерфейсы            | RAID                  | Поддержка встроенных технологий | TDP    |
| ------- | ----------- | ----------------- | --------------------- | ------------- | ------------- | --- | --------------------- | --------------------- | ------------------------------- | ------ |
| UL11L   | 2008/4      | FSB (400/533 МГц) | 2 PCI Express x1 1.0a | DDR2 400/533  | до 512 МБ     | 8   | 1 PATA-5 (800 Мбит/с) | Нет                   | Intel® GMA 500, Intel® HDA      | 2,3 Вт |
| US15L   | 2008/4      | FSB (400/533 МГц) | 2 PCI Express x1 1.0a | DDR2 400/533  | до 1 ГБ       | 8   | 1 PATA-5 (800 Мбит/с) | Нет                   | Intel® GMA 500, Intel® HDA      | 2,3 Вт |
| US15W   | 2008/4      | FSB (400/533 МГц) | 2 PCI Express x1 1.0a | DDR2 400/533  | до 2 ГБ       | 8   | 1 PATA-5 (800 Мбит/с) | Нет                   | Intel® GMA 500, Intel® HDA      | 2,3 Вт |
| US15WP  | 2008/4      | FSB (400/533 МГц) | 2 PCI Express x1 1.0a | DDR2 400/533  | до 2 ГБ       | 8   | 1 PATA-5 (800 Мбит/с) | Нет                   | Intel® GMA 500, Intel® HDA      | 2,3 Вт |
| US15WPT | 2008/4      | FSB (400/533 МГц) | 2 PCI Express x1 1.0a | DDR2 400/533  | до 2 ГБ       | 8   | 1 PATA-5 (800 Мбит/с) | Нет                   | Intel® GMA 500, Intel® HDA      | 2,3 Вт |
| US15X   | 2008/4      | FSB (400/533 МГц) | 2 PCI Express x1 1.0a | DDR2 400/533  | до 2 ГБ       | 8   | 1 PATA-5 (800 Мбит/с) | Нет                   | Intel® GMA 500, Intel® HDA      | 2,3 Вт |